# 真幌站前多田便利屋
《真幌站前多田便利屋》，三浦紫苑的小說作品，2006年由文藝春秋出版。榮獲第135屆直木獎。映畫版於2011年4月23日上映，本作的續篇被改編為電視劇於東京電視台的電視劇24系列於2013年1月11日播出。

## 情節
故事舞台設在虛構的「真幌市」，是東京都西南部與神奈川縣之間的一個市，實際上是以作者三浦的居住地町田市為原型。
多田便利屋兩個大男人稚拙但真摯的情感，時而令人心痛，時而滿溢溫暖。
真幌站前「多田便利屋」的老闆多田啟介，靠替人打掃庭院和幫忙搬家等服務維生。某天他偶遇高中同學行天春彥，雖然兩人在高中時代完全沒有交集，但面對身無分文又無處可去的行天，多田還是讓他借住在自己的事務所兼家裡。
兩個均有著不願回首歲月的人，從此開始一同生活。一年間，他們接受了形形色色的客人各種古怪的委託，看盡人間百態，彼此間也逐漸產生難以放下的羈絆。
「人，有時候會獨自咀嚼疏離，有時候會和他人分享悲喜。當心裡想著自己以外的人，那些曾經以為不再需要的熱情將被點燃，化作尋找幸福的動力。」

## 主要角色
多田啟介
憨厚老實。在真幌站前開了一家「多田便利屋」，大小雜事全部包辦。與十多年未見面的同學行天重逢後，兩人一同生活。離婚男。
行天春彥
高傲、放蕩不羈的帥哥。多田高校時代的同學，高校時不小心被割傷了小指。十多年後與多田重逢，兩人一同生活。離婚男。總是能一臉正經的胡說八道。
露露、海茜
兩人都是真幌站旁風俗店的妓女，自稱來自哥倫比亞，但很明顯都是日本人。
田村由良
多田受委託接送補習班上學放學的小學四年級男生。
三峯凪子
行天的前妻，醫生。女同性戀者
星
真幌市內販賣毒品的黑道人物。

## 續篇
- 《真幌站前番外地》（2009年10月發行）
- 《真幌站前狂騷曲》（2013年10月發行）

## 電影 真幌站前多田便利屋
電影由大森立嗣執導，2011年4月23日上映。瑛太和松田龍平主演。

### 演員
- 多田啟介：瑛太
- 行天春彥：松田龍平
- 露露：片岡禮子
- 海茜：鈴木杏
- 三峯凪子：本上真奈美
- 山下：柄本佑
- 由良：橫山幸汰
- 山下的母親：梅澤昌代
- 山田：大森南朋
- 小新：松尾鈴木
- 岡：麿赤兒
- 星：高良健吾
- 早坂：岸部一德
- 麻里：田中遙奈
- 麻里的母親：中村優子
- 麻里的狗：小花
- 由良的母親：吉本菜穗子
- 年輕的刑事：三浦誠己
- 住職：鈴木晋介
- 巴士司機：中澤青六
- 水野：宍戶美和公
- 原：吉井有子
- 永田：瀨戶寬
- 中學時代的多田：大嶋捷稔
- 中學時代的行天：吉岡澪皇
- 多田的前妻：田村愛
- 舉著牌子的大叔：宇野祥平
- 中華屋店主：金子清文
- 襲撃者A：日向寺雅人
- 襲撃者B：全原徳和
- 星的部下：渡邉達也
- 獸醫（聲音）：戌井昭人
- 春：奥田伊呂波
- 岡的孫子：加部亞門

### 製作
- 導演、編劇：大森立嗣
- 原作：三浦紫苑
- 攝影：大塚亮
- 照明：木村明生
- 錄音：加藤大和
- 美術：原田満生
- 造型：杉本亮
- 剪輯：普嶋信一
- 音樂：岸田繁（團團轉樂團）
- 記錄：杉田真一
- 服裝：纐纈春樹
- 髮型：豊川京子
- 装飾：田口貴久
- 助理導演：野尻克己
- 製作擔當：有賀高俊
- 製作：Little More、film-makers
- 企劃：菊地美世志、岩浪泰幸、孫家邦
- 製作人：土井智生、吉村知己
- 企劃協力：Boiled Eggs、文藝春秋
- 特別協力：町田市
- 協助：文化藝術復興費補助金
- 宣傳協助：Yoake
- 發行：ASMIK ACE ENTERTAINMENT
- 製作公司：《真幌站前多田便利屋》製作委員會（film-makers、ASMIK ACE ENTERTAINMENT、Happinet、日活、TSUTAYA、Yahoo! JAPAN、Yoake、Little More）

### 主題曲
- 團團轉樂團《日语：》

## 電影 真幌站前狂騷曲
電影由大森立嗣執導，2014年10月23日上映，為電影《真幌站前多田便利屋》續作。瑛太和松田龍平主演。

### 演員
- 多田啟介：瑛太
- 行天春彥：松田龍平
- 星：高良健吾
- 柏木亞沙子：真木陽子
- 岡力雄：麿赤兒
- 三峯凪子：本上真奈美
- 三峯春：岩崎未來
- 曾根田菊子：奈良岡朋子
- 飯島幸三：新井浩文
- 吉村刑事：三浦誠己
- 澤田刑事：古川雄輝
- 由良：横山幸汰
- 渡邊（HHFA）：水澤紳吾
- 筒井：大西信滿
- 津山：宇野祥平
- 北上：原田麻由
- 山本：二瓶餃一
- 林：飯田考男
- 花村：五木晴子
- 金井：渡邊達也
- 杉山：信太昌之
- 骨折男：戌井昭人
- 須崎（看護師）：須藤温子
- 病院的母親：小林麻子
- 松鼠園的母親：岩本繪里
- 公共巴士司機：政岡泰志
- 白衣男1（HHFA）：氣田睦
- 白衣男2（HHFA）：飯田芳
- CT技師：池浪玄八
- 中華屋店主：金子清文
- 單車女：大越彌生
- 農藥散佈男子：大川田直太
- 美容師：中島亞梨沙
- 多田的前妻：田村愛
- 咖啡店侍應：木龍麻生
- 反吸煙女：伊佐山子
- 西島咲：市川實和子
- 小新：松尾鈴木
- 山田：大森南朋
- 山田母：石村志乃
- 早坂刑事：岸部一徳
- 小林（HHFA代表）：永瀬正敏

### 製作
- 導演：大森立嗣
- 編劇：大森立嗣、黑住光
- 原作：三浦紫苑
- 攝影：大塚亮
- 照明：水野研一
- 錄音：照井康政
- 美術：平井亘
- 造型：杉本亮
- 剪輯：早野亮
- 音樂：岸田繁（團團轉樂團）
- 記錄：泉宏幸
- 服裝：纐纈春樹
- 髮型：豊川京子
- 服飾：渡邊大智
- 攝影效果 - 佐藤光
- 音響效果 - 伊藤進一
- 助理導演：野尻克己
- 製作擔當：橋立聖史
- 製作：Little More、film-makers
- 企劃：菊地美世志、岩浪泰幸、孫家邦
- 製作人：土井智生、吉村知己

中野朝子
- 企劃協力：文藝春秋
- 特別協力：町田市
- 協助：文化藝術復興費補助金
- 宣傳協助：中野朝子
- 發行：Tokyo Theatres Company, Incorporated、Little More
- 製作公司：《真幌站前狂騷曲》製作委員會（PONY CANYON、Tokyo Theatres Company、PAPADO、文藝春秋、office saku、GYAO、PIA CORPORATION、Yoake、film-makers、Little More）

### 主題曲
- 團團轉樂團「There is (always light)」

## 電視劇 真幌站前番外地

### 演員

#### 多田便利屋
- 多田啓介：瑛太
- 行天春彥：松田龍平

#### 來夢來人
- 媽媽桑：渡邊真起子
- 女主人：山田瑞希

#### 其他
- 拿看板的男人：三島裕
- 吉村刑警（真幌警察署）：三浦誠己
- 電台主持人：奧居俊二
- 山田（手工便當店希林店員）：大森南朋
- 小新（走私者）：松尾鈴木
- 電台播音員：相內優香

客串
- 第1話
  - 電擊槍西村（真幌摔跤代表）：永澤俊矢
  - 瀧（前職業摔跤手，餐飲管理）：宇梶剛士
  - 西村悅子（電擊槍之妻）：坂井真紀
  - 西村綱（電擊槍女兒）：新井美羽
  - 裁判：俊秀太田
  - 實況主播：矢野武
  - 開幕表演職業摔角手A：上林愛貴
  - 開幕表演職業摔角手B：石橋葵
  - 開幕表演職業摔角手C：沙耶
  - 開幕表演職業摔角手D：宙克西斯
  - 拆除店鋪的男人：中澤青六
  - 特別感謝：電擊槍高村、電氣槽

- 第2話
  - 滑川 ：夏目慎也
  - 女（BAR夜間飛行管理者）：風祭雪
  - 女（女兒）：篠原友希子
  - 卡拉OK模特：仁科愛
  - 上田（第一興業職員）：野間口徹
  - 土井（夢工房社長）：大河内浩
  - 光頭仔（土井部下）：向雲太郎
  - 白澤西（土井部下）：小林優太
  - 玉先生：小林健一

- 第3話
  - 佐藤春美（歌廳小姐）：川村雪繪
  - 石川（歌廳客人）：三浦俊輔
  - 磯部（歌廳客人）：草野伊仁
  - 濱口（歌廳客人）：市鏡赫
  - 男孩：森耕平

- 第4話
  - 麻生久代：大方斐紗子
  - 逸見龜十郎（市進學院真幌教室講師）：正名僕藏（少年期：朝日瑞稀）
  - 和楠蠢道（蠟像作家）：麿赤兒
  - 老紳士：渡邊尚彦
  - 拿手提包的男人：TERU
  - 特別感謝：都築響一

- 第5話
  - 北村周一（住本商事業務1課主任：新井浩文
  - 木村妙子（大輔母親）：宮下順子
  - 木村大輔（鋁箔徒弟）：野中隆光（幼少期：伊藤隼斗）
  - 北村新娘 ：吉田妙子
  - 肌肉男A ：安藤岳史
  - 肌肉男B ：笠松伴助
  - 外國妓女A：瑪麗・雷赫羅
  - 外國妓女B：潔德・古田
  - 外國妓女C：迪維奇·羽柴
  - 劇中劇御曹司：宮崎將
  - 劇中劇未婚妻：安藤櫻
  - 劇中劇家政婦：廣瀨愛麗絲
  - 劇中劇旁白：塚本康博
  - 兒童心理學家：小林麻子
  - 諮詢者：作間由衣

- 第6話
  - 美咲：臼田麻美
  - 美咲的女兒：甲斐恵美利
  - 浩君：加藤賢崇

- 第7話
  - 澀川（岡山組成員）：澀川清彥
  - 早坂（吉村刑警的上司）：岸部一德

- 第8話
  - 宮本由香里（男友的前女友）：黑木華
  - 武內小夜（男友的未婚妻）：高部愛
  - 男友：中台明夫

- 第9話
  - 蘆原源一（園子的繼父）：信太昌之
  - 山崎（園子客人）：宇野祥平
  - 齊藤（園客人）：遠藤雅
  - 逃跑上班族（園子客人）：中村無何有
  - 施法者：占部房子
  - 女高中生A：河原真悠子
  - 天然氣作業員：前野朋哉

- 第9－10話
  - 新村清海（園子中學時代同學）：刈谷友衣子
  - 蘆原園子（殺人犯）：山本舞香
  - 星（年輕商人）：高良健吾
  - 星的部下1：渡邊達也
  - 星的部下2：青木健
  - 星的部下3：松崎裕
  - 記者：鈴木晉介

- 第11－最終話
  - 柏木亞沙子（真幌廚房店主）：真木陽子
  - 貞雄（亞沙子哥哥）：山本浩司
  - 流氓A：辰巳智秋
  - 流氓B：禮內幸太
  - 屋主：瀧田裕介
  - 警官：赤堀雅秋（最終話）

### 幕後製作
- 原作：三浦紫苑『真幌站前番外地』、『真幌站前多田便利屋』（文春文庫刊）
- 劇本：大根仁、黑住光、家鋪健二
- 音樂：大根仁
- 片頭曲：Flower Companyz「Beautiful Dreamer」（Sony Music Associated Records Inc.）
- 片尾曲：坂本慎太郎「你不知道的體面」（zelone records）
- 助理導演：神德幸治
- 劇本協助：黑木久勝（第9 - 10話）
- 標題：柴田剛
- 視覺特效： 西尾健太郎
- 汽車特技：海藤幸廣
- 動作導演：小原剛
- 動作副導演：南辻史人、大石将史
- 各話製作人員
  - 配音：石戶健太郎、田之上生海、荒川真 / 操演 - 岸浦秀一、卷木良孝 / 職業摔角指導 - 根本太樹（第1話）
  - 生涯顧問：BIG SHOT（第7・最終話）
  - 生涯指導：福島屋のよーちゃん（第11話）
- 總製片人：岡部紳二（東京電視台）
- 製片人：森田昇（東京電視台）、土井智生
- 助理製作人：小松幸敏（東京電視台）、宮崎慎也
- 企劃：菊地美世志、孫家邦
- 企劃協力：文藝春秋
- 製作廠：Littlemore、film maker's
- 製作：東京電視台、Littlemore
- 製作出品：真幌站前番外地」製作委員會2013

### 放送日程
| 各話                                                    | 放送日期 | 標題 | 原作                     | 劇本                       |
| ------------------------------------------------------- | -------- | ---- | ------------------------ | -------------------------- |
| 第1話                                                   | 1月11日  |      | 原創電視劇               | 大根仁                     |
| 第2話                                                   | 1月18日  |      | 原創電視劇               | 大根仁                     |
| 第3話                                                   | 1月25日  |      | 原創電視劇               | 大根仁 黒住光              |
| 第4話                                                   | 2月01日  |      | 原創電視劇               | 大根仁                     |
| 第5話                                                   | 2月08日  |      | 「在那個巴士站，也想你」 | 大根仁 黑住光              |
| 第6話                                                   | 2月15日  |      | 原創電視劇               | 大根仁 黑住光 ヤシキケンジ |
| 第7話                                                   | 2月22日  |      | 原創電視劇               | 大根仁 黒住光              |
| 第8話                                                   | 3月01日  |      | 「光澤的石頭」           | 大根仁 黒住光              |
| 第9話                                                   | 3月08日  |      | 「事實上，人們」         | 大根仁 黒住光              |
| 第10話                                                  | 3月15日  |      | 「事實上，人們」         | 大根仁 黒住光              |
| 第11話                                                  | 3月22日  |      | 「逃跑的男子」           | 大根仁 黒住光              |
| 最終話                                                  | 3月29日  |      | 原創電視劇               | 大根仁 黒住光              |
| 平均收視率 3.1%（收视率由関東地区・Video Research調查） |          |      |                          |                            |

| 東京電視台 電視劇24                           | 東京電視台 電視劇24                       | 東京電視台 電視劇24 |
| --------------------------------------------- | ----------------------------------------- | ------------------- |
|                                               | 真幌站前番外地 （2013.1.11. ）            |                     |
| 勇者義彥和惡靈之鑰 （2012.10.1 - 2012.12.21） | 我们都是超能力者 （2013.4.12 - 2013.7.5） |                     |

| 臺灣 WakuWaku Japan 星期日 19:30 - 20:50 | 臺灣 WakuWaku Japan 星期日 19:30 - 20:50  | 臺灣 WakuWaku Japan 星期日 19:30 - 20:50 |
| ---------------------------------------- | ----------------------------------------- | ---------------------------------------- |
|                                          | 真幌站前番外地 （2017.01.15－2017.02.19） |                                          |
| 動畫主題曲Countdown ONE                  | —                                         |                                          |

## 外部連結
- 東京電視台電視劇官方網站 （页面存档备份，存于）